# 2002–2003-as magyar női kosárlabda-bajnokság
A 2002–2003-as magyar női kosárlabda-bajnokság a hatvanhatodik magyar női kosárlabda-bajnokság volt. Az A csoportban tizenkét csapat indult el, a csapatok két kört játszottak. Az alapszakasz után az 1-6. helyezettek play-off rendszerben játszottak a bajnoki címért, a 7-12. helyezettek pedig újabb két kört játszottak a kiesés elkerüléséért.

## Alapszakasz
| #   | Csapat                      | M  | Gy | V  | K+   | K-   | P  | Megjegyzés     |
| --- | --------------------------- | -- | -- | -- | ---- | ---- | -- | -------------- |
| 1.  | MiZo-Pécsi VSK              | 22 | 19 | 3  | 1722 | 1114 | 41 |                |
| 2.  | Soproni Postás              | 22 | 19 | 3  | 1727 | 1337 | 41 |                |
| 3.  | Diósgyőri KSK               | 22 | 18 | 4  | 1678 | 1377 | 40 |                |
| 4.  | GYSEV-Orsi Sopron           | 22 | 16 | 6  | 1827 | 1274 | 38 |                |
| 5.  | Szolnoki MÁV-Coop           | 22 | 16 | 6  | 1597 | 1309 | 38 |                |
| 6.  | Szeviép-Szeged KE           | 22 | 12 | 10 | 1569 | 1562 | 34 |                |
| 7.  | BSE-ESMA                    | 22 | 11 | 11 | 1654 | 1517 | 33 |                |
| 8.  | Zala Volán-Zalaegerszegi TE | 22 | 7  | 15 | 1349 | 1612 | 29 |                |
| 9.  | Atomerőmű-KSC Szekszárd     | 22 | 6  | 16 | 1463 | 1549 | 27 | 1 pont levonva |
| 10. | BEAC-Siemens                | 22 | 4  | 18 | 1227 | 1784 | 26 |                |
| 11. | Bajai Bácska NKSE           | 22 | 3  | 19 | 1283 | 1897 | 25 |                |
| 12. | MÁV Nagykanizsai TE         | 22 | 1  | 21 | 1178 | 1942 | 23 |                |

* M: Mérkőzés Gy: Győzelem V: Vereség K+: Dobott kosár K-: Kapott kosár P: Pont

## Rájátszás

### 1–6. helyért
Elődöntőbe jutásért: Diósgyőri KSK–Szeviép-Szeged KE 87–61, 85–80 és GYSEV-Orsi Sopron–Szolnoki MÁV-Coop 82–66, 65–56
Elődöntő: MiZo-Pécsi VSK–GYSEV-Orsi Sopron 72–55, 53–69, 72–49 és Soproni Postás–Diósgyőri KSK 75–52, 81–82, 73–44
Döntő: MiZo-Pécsi VSK–Soproni Postás 63–59, 76–65, 74–57
3. helyért*: GYSEV-Orsi Sopron–Diósgyőri KSK 73–54, 66–73
5. helyért*: Szeviép-Szeged KE–Szolnoki MÁV-Coop 58–85, 59–89

### 7–12. helyért
| #   | Csapat                      | M  | Gy | V  | K+   | K-   | P  | Megjegyzés     |
| --- | --------------------------- | -- | -- | -- | ---- | ---- | -- | -------------- |
| 7.  | BSE-ESMA                    | 32 | 20 | 12 | 2543 | 2153 | 52 |                |
| 8.  | Zala Volán-Zalaegerszegi TE | 32 | 13 | 19 | 2078 | 2308 | 45 |                |
| 9.  | Atomerőmű-KSC Szekszárd     | 32 | 13 | 19 | 2180 | 2234 | 44 | 1 pont levonva |
| 10. | Bajai Bácska NKSE           | 32 | 7  | 25 | 2001 | 2669 | 39 |                |
| 11. | BEAC-Siemens                | 32 | 6  | 26 | 1858 | 2545 | 38 |                |
| 12. | MÁV Nagykanizsai TE         | 32 | 3  | 29 | 1888 | 2422 | 35 |                |

Megjegyzés: A *-gal jelzett párharcokat kuparendszerben (oda-visszavágó) rendezték.